# Schenella simplex
Schenella simplex är en svampart som beskrevs av T. Macbr. 1911. Schenella simplex ingår i släktet Schenella och familjen jordstjärnor.   Inga underarter finns listade i Catalogue of Life.

## Källor

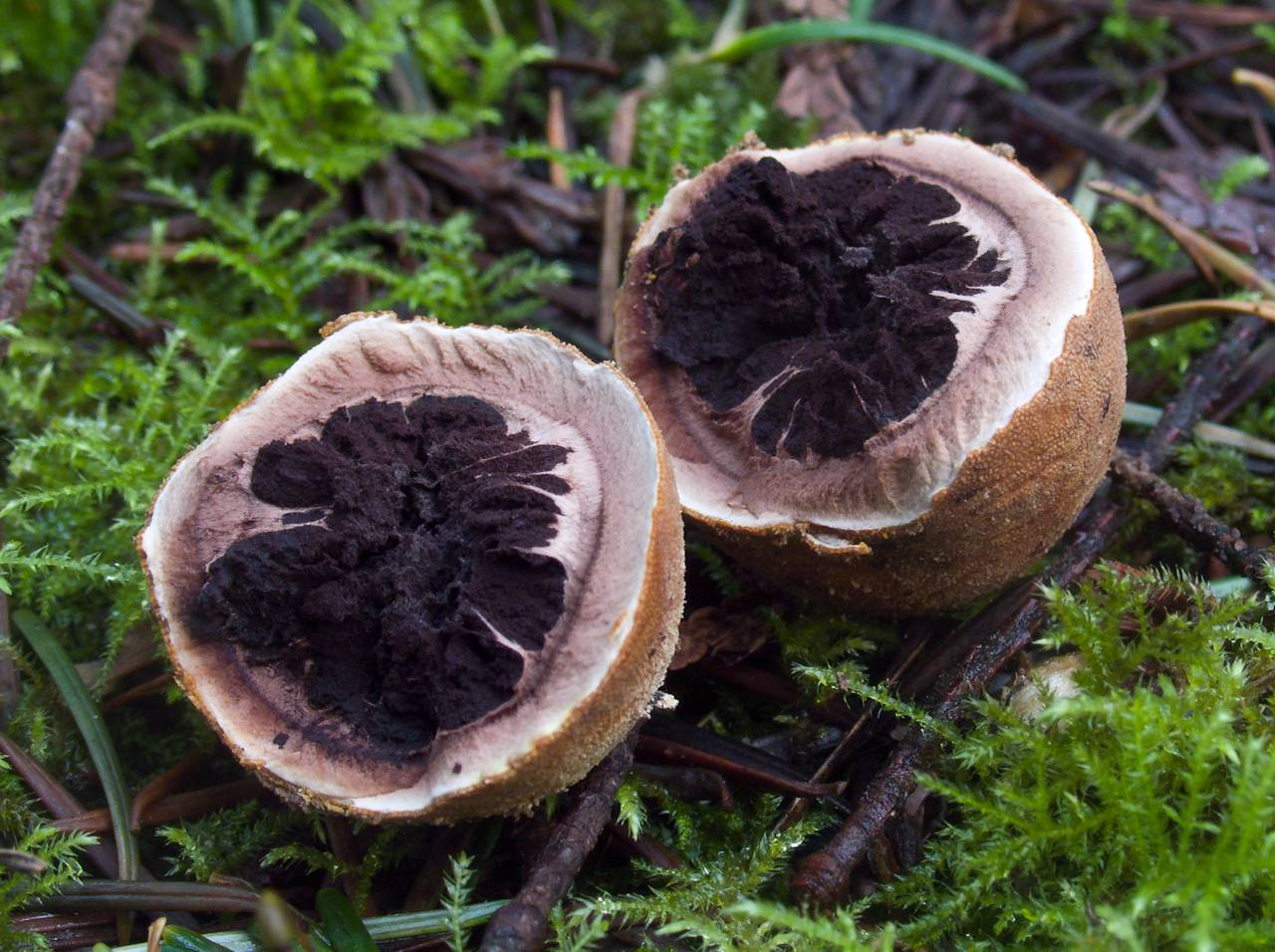